# 히가시와즈카촌
히가시와즈카촌(일본어: 東和束村)은 일본 교토부 소라쿠군에 설치되었던 촌이다.